# Ptolemäus-See
Der Ptolemäus-See war Untersuchungen des Geomorphologen Hans-Joachim Pachur zufolge ein prähistorischer See, der sich im frühen und mittleren Holozän im westlichen Nubien befand.

## Beschreibung
Er wurde von Flüssen aus dem Ennedi-Massiv, dem Erdi-Ma und den Randgebirgen des Kufra-Beckens sowie durch artesische Quellen gespeist. Zeitweilig bestand ein Abfluss zum Nil. Als maximale Ausdehnung wird eine Fläche von etwa 25.000 km² angenommen.
Infolge der Abkühlung des Klimas um 4000 v. Chr., den sogenannten Piora-Schwankungen, wandelte sich die Ostsahara in einen hyperariden Raum. Aus Mangel an Niederschlägen versiegten die Zuflüsse, und der See trocknete aus.